# Sadowsky
Sadowsky Guitars Limited è un produttore americano di bassi elettrici, chitarre elettriche, e preamplificatori di alta qualità che ha sede a Long Island, nello stato di New York.

## Storia
La società è stata fondata nel 1979 e ha preso il nome dal suo fondatore, Roger Sadowsky, noto per "essere uno dei maestri artigiani del settore". A partire dal 2011, la società ha 10 dipendenti coinvolti nella produzione di strumenti.  Sadowsky ha iniziato a modificare i bassi Fender vintage, che a quel tempo erano economici, per migliorare il loro suono aggiungendo più tecnologia di riduzione del rumore e sostituendo l'elettronica passiva con un preamplificatore attivo, che ottimizza il rapporto segnale-rumore del basso.  Una volta che il prezzo dei bassi vintage ha iniziato ad aumentare, Sadowsky ha iniziato ad ideare nuovi bassi e poi modelli su misura.

## I modelli

### Gamma di New York
La linea di strumenti Sadowsky "NYC" è composta da bassi a quattro e cinque corde e chitarre a sei corde.  I bassi hanno una scala 34 pollici senza modelli offerti in scale più o meno lunghe. Tutti i bassi Sadowsky sono disponibili con manici inchiodati.  Un corpo cavo che riduce il peso è unico per la gamma di New York (comprese le serie Satin e Deluxe Satin). La gamma di New York ha vaste opzioni di personalizzazione. L'elettronica della gamma di New York è interamente cablata a mano.

### New York Satin
La gamma Satin di bassi di New York è prodotta nello stesso laboratorio dei bassi di New York, con una riduzione delle opzioni di colore e con una finitura satinata. Non ci sono opzioni di personalizzazione disponibili. Sadowsky ha introdotto il basso Verdine White nella linea di strumenti Satin.  Questo basso è stato costruito in omaggio al defunto fratello di Verdine, Maurice White. Due strumenti vengono donati al Verdine White Performing Arts Center. La gamma Deluxe Satin di bassi di New York segue gli stessi principi di riduzione dei costi della normale gamma Satin, ma con l'aggiunta di top in acero fiammato con sovrapprezzo. L'elettronica della gamma Satin è precablata e le meccaniche sono realizzate in Corea.

### MetroLine
La linea Sadowsky Metro è il modello base dei bassi Sadowsky NYC realizzati da Sadowsky Tokyo e offre la maggior parte delle stesse caratteristiche, meno le opzioni personalizzate, della linea NYC a un prezzo più conveniente.  Questi strumenti sono realizzati a mano da Yoshi Kikuchi e dal suo team. La linea di bassi Sadowsky Metro Express comprende strumenti fabbricati in serie in Giappone. Questi modelli hanno una scelta cromatica molto limitata.
Sadowsky, a partire dal 2003, offre anche una linea di chitarre archtop. Cinque i modelli disponibili: il modello Jim Hall, il modello Jimmy Bruno, il modello semi-cavo, l'LS-17 (scala lunga/attacco inferiore 17") e l'SS-15 (scala corta/attacco inferiore 15").

## Chi li suona

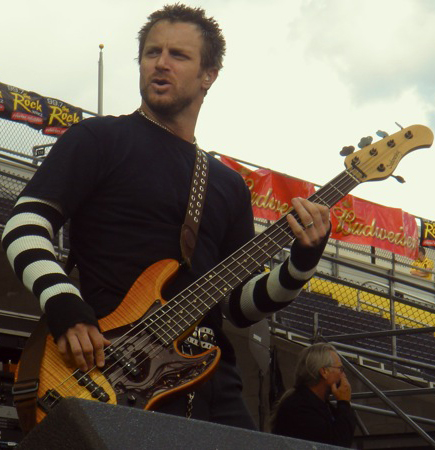
Brian Marshall

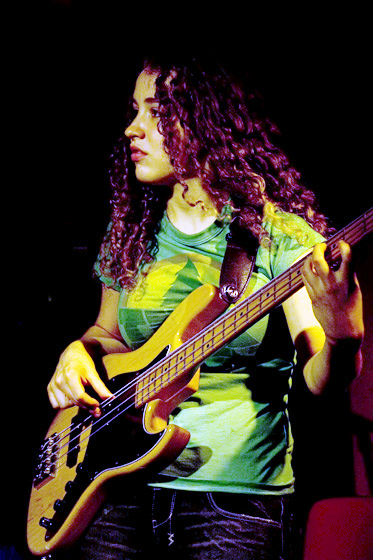
Tal Wilkenfeld

I vari modelli di chitarra archtop sono suonati e approvati da molti chitarristi professionisti. 
- Jim Hall
- Jimmy Bruno
- Russell Malone
- John Abercrombie
- Leonardo Amuedo
- Devin Townsend
- Hugh McDonald (Bon Jovi)

I modelli di basso Sadowsky sono utilizzati da musicisti di alto profilo. 
- Willie Weeks: il "Sadowsky Vintage P/J 5 corde" con il pickup P rovesciato è il suo modello personale.
- Walter Becker
- Will Lee: il modello con firma Will Lee presenta un preamplificatore personalizzato con midboost commutabile con trimpot, frequenza selezionabile a 500 o 800 Hz, larghezza di banda ampia o stretta. Questo è l'unico modello che presenta qualsiasi tipo di opzione di equalizzazione dei medi.
- Jason Newsted: una volta ha effettuato un unico ordine per nove bassi Sadowsky. A causa dell'abbondante sudorazione di Newsted durante le esibizioni dal vivo, i suoi bassi presentano ampie misure di impermeabilizzazione per proteggere l'elettronica.
- Brian Marshall (Creed e Alter Bridge): li usa esclusivamente dal 2004.
- Tal Wilkenfeld: nel 2007, Roger Sadowsky ha ascoltato questa bassista australiana sullo strumento e le ha sottoposto un'offerta come endorser ufficiale Sadowsky.
- Marcus Miller: Sebbene Miller non sia noto per suonare i bassi Sadowsky, il suo Fender Jazz Bass del 1977 è pesantemente modificato con elettronica Sadowsky personalizzata.
- Darryl Jones
- Andy Tarrant
- Futoshi Uehara
- Verdine White
- Adam Clayton